# Bal Thackeray
Bal Keshav Thackeray, noto anche come Balasaheb Thackeray (Pune, 23 gennaio 1926 – Bombay, 17 novembre 2017), è stato un politico indiano.
Fondò, nel giugno 1966, il partito radicale nazionalista indù Shiv Sena, che guidò sino alla sua morte, attivo principalmente nello stato del Maharashtra e ostile a qualsiasi forma di influenza islamica.
Thackeray iniziò la sua carriera professionale come fumettista presso il quotidiano in lingua inglese The Free Press Journal di Bombay, ma lasciò il giornale nel 1960 per fondare con il fratello il settimanale politico, Marmik. La sua filosofia politica è stata in gran parte plasmata da suo padre Keshav Sitaram Thackeray, una figura di spicco nel movimento Samyukta Maharashtra (Maharashtra Unito), che sosteneva la creazione di uno stato linguistico separato per chi parlava marathi. Attraverso Marmik, Bal Thackeray ebbe una grande influenza politica nello stato, soprattutto a Bombay. Un rapporto di indagine di Human Rights Watch, presentato al governo, rilevò che Thackeray e il primo ministro del Maharashtra Manohar Joshi avevano incitato i membri dello Shiv Sena a commettere violenza contro i musulmani durante le rivolte di Bombay del 1992-1993. Diventò anche noto per avere professato la sua ammirazione per Adolf Hitler.

## Biografia
Thackeray nacque il 23 gennaio 1926 a Pune, figlio di Prabodhankar Thackeray e sua moglie Ramabai Thackeray. 
Bal era il maggiore di otto fratelli, due erano i fratelli Shrikant Thackeray (padre di Raj Thackeray) e Ramesh Thackeray, cinque le sorelle (Sanjeevani Karandikar, Prabhavati (Pama) Tipnis, Malati (Sudha) Sule, Sarla Gadkari e Susheela Gupte). La famiglia apparteneva alla comunità Marathi Hindu Chandraseniya Kayastha Prabhu. Suo padre era un ammiratore dello scrittore britannico William Makepeace Thackeray, nato in India, e cambiò il suo cognome da Panvelkar a "Thackeray", una versione anglicizzata del loro cognome ancestrale "Thakre".
Il padre di Bal era un giornalista e fumettista di professione, era anche un attivista sociale e uno scrittore coinvolto in un Samyukta Maharashtra Samiti, che sosteneva la creazione di uno stato linguistico separato per chi parlava marathi.  Fondò anche una rivista chiamata Prabodhan, dove promosse filosofie indù e ideali nazionalistici per far rivivere l'Hindutva nella società. Ciò sirivelò molto influente nel plasmare le opinioni politiche di Bal Thackeray.
Alla fine degli anni '60 e all'inizio degli anni '70, Thackeray costruì lo Shiv Sena con l'aiuto del procuratore capo del sindacato indiano di Madhav Mehere, Babasaheb Purandare, storico del governo del Maharastra e capo contabile di Madhav Deshpande per lo Shiv Sena, questi tre individui in larga misura sono stati responsabili del successo dello Shiv Sena e della stabilità della politica a Mumbai fino al 2000, per garantire che diventasse un centro di potere economico.  Thackeray fu anche il fondatore del giornale in lingua marathi Saamana.  Dopo le rivolte del 1992-1993, lui e il suo partito presero una posizione Hindutva. Nel 1999, a Thackeray venne vietato di votare e di partecipare a qualsiasi elezione per sei anni su raccomandazione della Commissione elettorale per avere esercitato la sua influenza nella ricerca di voti in nome della religione. Thackeray fu arrestato più volte e trascorse un breve periodo in prigione, ma non dovette mai affrontare importanti ripercussioni legali. Alla sua morte gli furono accordati funerali di stato, ai quali erano presenti migliaia di persone.  Thackeray non ricoprì alcuna posizione ufficiale e non venne mai formalmente eletto leader del suo partito.

## Attività politica
Il successo di Marmik spinse Thackeray a formare lo Shiv Sena il 19 giugno 1966. Il nome Shiv Sena ("esercito di Shivaji") è un riferimento all'imperatore Maratha Shivaji del XVII secolo. Inizialmente, Thackeray disse che non si trattava di un partito politico, ma di un esercito di Shivaji Maharaj, incline a combattere per le persone (manoos) marathi. Chiese che i madrelingua dello stato Marathi (il movimento dei "figli del suolo") ricevessero un trattamento preferenziale nei lavori del settore privato e pubblico. L'obiettivo iniziale dello Shiv Sena era garantire la sicurezza del lavoro competendo con gli indiani del sud e i gujarati. Nel manifesto del partito del 1966, Thackeray incolpò principalmente gli indiani del sud. Su Marmik, Thackeray pubblicò un elenco di funzionari aziendali, molti dei quali erano indiani del sud, citandolo come prova che i maharashtriani venivano discriminati.
Il suo partito crebbe nei successivi dieci anni. Leader come Babasaheb Purandare, procuratore capo del sindacato del Maharashtra Madhav Mehere, si unirono al partito e il commercialista Madhav Gajanan Deshpande sostenne vari aspetti delle operazioni del partito. Nel 1969, Thackeray e Manohar Joshi furono incarcerati dopo aver partecipato a una protesta che chiedeva la fusione delle regioni di Karwar, Belgaum e Nipani nel Maharashtra.  Negli anni '70 non vinse le elezioni locali e fu attivo principalmente a Bombay, rispetto al resto dello Stato. Il partito istituì filiali locali e risolse controversie e denunce contro il governo.  Successivamente adottò tattiche violente con attacchi contro partiti rivali, migranti e media, la proprietà pubblica e privata.  Thackeray sostenne pubblicamente Indira Gandhi durante l'emergenza del 1975 per evitare che fosse arrestata; Thackeray sostenne numerose volte il partito del Congresso. Nel 1976 il dottor Hemchandra Gupte, sindaco di Bombay, ex medico di famiglia e confidente di Thackeray, lasciò lo Shiv Sena citando l'enfasi data al denaro, alla violenza commessa dai membri dello Shiv Sena e al sostegno di Thackeray a Indira Gandhi.
Politicamente, lo Shiv Sena era anticomunista e strappò il controllo dei sindacati di Bombay al Partito Comunista Indiano (CPI). Giovani disoccupati locali provenienti dall'industria tessile in declino si unirono al partito che si espanse ulteriormente grazie ai migranti marathi della regione di Konkan.  Negli anni '80 divenne una minaccia per il partito al potere del Congresso, che inizialmente lo aveva incoraggiato perché rivaleggiava con il CPI. Nel 1989, il quotidiano del Sena, Saamna, fu lanciato da Thackeray. Poiché Thackeray era contrario al rapporto della Commissione Mandal, il suo stretto collaboratore Chhagan Bhujbal lasciò il partito nel 1991. Dopo le rivolte di Bombay del 1992, Thackeray prese posizioni considerate anti-musulmane e basate sull'Hindutva. Shiv Sena si alleò successivamente con il Bharatiya Janata Party (BJP). L'alleanza BJP-Shiv Sena vinse le elezioni dell'Assemblea statale del Maharashtra del 1995 e rimase al potere dal 1995 al 1999. Thackeray si dichiarò il primo ministro del "controllo remoto".
Thackeray e il Primo Ministro Manohar Joshi furono esplicitamente nominati per aver incitato gli Shivsainik alla violenza contro i musulmani durante le rivolte del 1992-1993 in un'inchiesta ordinata dal governo indiano, il "Rapporto della Commissione Srikrishna".
Nel 2002, Thackeray lanciò un appello alla formazione di squadre di attentatori suicidi indù per affrontare la minaccia del terrorismo. Almeno due organizzazioni risposero all'appello: furono fondate e gestite da due ex ufficiali dell'esercito indiano.  In risposta, il governo del Maharashtra avviò una causa contro di lui per incitamento all'inimicizia tra diversi gruppi.  Dopo che nel 2005 fu revocato il divieto di voto per sei anni, Thackeray ritornò a votare per la prima volta nelle elezioni BMC del 2007. Dichiarò tra l'altro che il partito agiva come una "polizia morale" e si oppose anche alle celebrazioni di San Valentino.
Nel 2006, il nipote di Thackeray, Raj Thackeray, si staccò da Shiv Sena per formare il Maharashtra Navnirman Sena (MNS) durante il pensionamento di Thackeray e la nomina di suo figlio, Uddhav, come leader di Shiv Sena.

### Morte

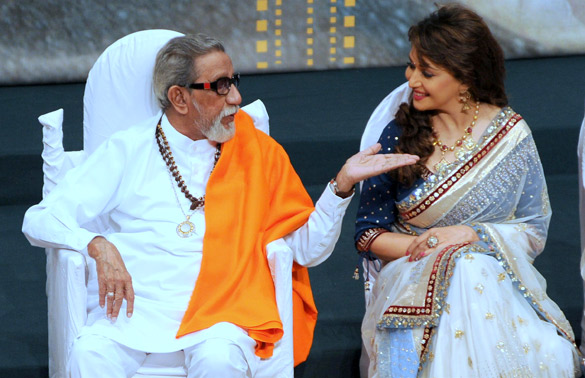
Thackeray con l'attrice Madhuri Dixit nel 2012 poco prima della sua morte

Thackeray morì il 17 novembre 2012, per arresto cardiaco. Bombay praticamente si fermò fermata immediatamente quando si diffuse la notizia della sua morte, con la chiusura di negozi e esercizi commerciali.  L'intero stato del Maharashtra fu messo in massima allerta. La polizia lanciò un appello alla calma e furono dispiegati 20.000 agenti di polizia di Bombay, 15 unità della State Reserve Police Force e tre contingenti della Rapid Action Force. Fu riferito che simpatizzanti di Shiv Sena costrinsero i negozi a chiudere in alcune zone.  L'allora primo ministro Manmohan Singh elogiò alla calma in città ed elogiò la "forte leadership" di Thackeray; ci furono anche dichiarazioni di elogio e cordoglio da parte di altri politici di alto livello come l'allora primo ministro del Gujarat Narendra Modi e il leader del BJP e MP (ex vice primo ministro indiano), Lal Krishna Advani.
In seguito alle richieste avanzate da Shiv Sena,  gli fu accordato un funerale di stato allo Shivaji Park, che suscitò alcune polemiche. Fu il primo funerale pubblico nella città da quello di Bal Gangadhar Tilak nel 1920. Il corpo di Thackeray fu trasferito nel parco il 18 novembre. Molte persone in lutto parteciparono al funerale, anche se non ci furono dati ufficiali. L'intervallo riportato nelle fonti mediatiche varia da circa 1 milione a 1,5 milioni e fino a quasi 2 milioni. La sua cremazione ebbe luogo il giorno successivo; suo figlio Uddhav accese la pira. Tra i presenti alla cremazione c'erano alti rappresentanti del governo del Maharashtra e l'evento fu trasmesso in diretta sui canali televisivi nazionali.  Il Parlamento indiano aprì la sessione invernale il 21 novembre 2012. Thackeray fu l'unico non membro ad essere annotato nel suo tradizionale elenco di necrologi. Nonostante non avesse ricoperto alcuna posizione ufficiale, gli fu concesso il saluto con 21 cannoni sparati a salve, evento che fu ancora una volta un onore raro. Anche entrambe le camere dell'Assemblea del Bihar resero omaggio. Le spese funebri crearono ulteriori controversie quando i resoconti dei media affermarono che la BMC aveva utilizzato il denaro dei contribuenti. In risposta a queste segnalazioni, il partito inviò successivamente un assegno di Rs. 500.000 alla società.
The Hindu, in un editoriale, affermò riguardo alla chiusura che "la legione di seguaci di Thackeray lo ha elevato allo status di semidio che potrebbe costringere un intero Stato alla chiusura con la semplice minaccia della violenza". Dopo la sua morte, la polizia arrestò una donna di 21 anni che aveva pubblicato un commento su Facebook contro di lui, così come la sua amica a cui era piaciuto il commento. Membri dello Shiv Sena vandalizzarono poi la clinica di proprietà di un parente della donna.

## Vita privata
Thackeray sposò Meena Thackeray (nata Sarla Vaidya) il 13 giugno 1948 ed ebbe tre figli: Bindumadhav, Jaidev e Uddhav.  Meena morì nel 1995 e Bindumadhav morì l'anno successivo in un incidente stradale.
Raj è il figlio di suo fratello Shrikant. Nonostante la separazione di Raj dal partito principale, Raj continua a sostenere che Thackeray era il suo ideologo e le relazioni tra loro sono migliorate durante gli ultimi anni di Thackeray. Raj si staccò da Shiv Sena per formare il suo partito politico chiamato Maharashtra Navnirman Sena.
Thackeray disegnò vignette per il Free Press Journal, il Times of India e Marmik oltre a contribuire a Saamna fino al 2012. Citò il fumettista neozelandese David Low come sua ispirazione. Finì nel 1995 sotto la satira del romanziere Salman Rushdie ne L'ultimo sospiro del moro; il libro venne subito bandito nel Maharashtra.